# Ablie Jallow
Ablie Jallow (Serekunda, 14 november 1998) is een Gambiaans voetballer, die doorgaans speelt als rechtsbuiten. Jallow werd in juli 2017 door FC Metz overgenomen van Génération Foot en wordt in het seizoen 2020/21 uitgeleend aan de Belgische zusterclub RFC Seraing. Jallow is sedert september 2018 Gambiaans international.

## Clubcarrière
Jallow speelde onder meer voor Real de Banjul en Génération Foot toen hij in juli 2017 werd overgenomen door FC Metz. Op 18 augustus 2017 maakte hij zijn debuut op het hoogste Franse niveau. In de thuiswedstrijd tegen AS Monaco startte Jallow aan de wedstrijd en werd achttien minuten voor tijd vervangen door Matthieu Udol. Zijn debuutwedstrijd werd met 0–1 verloren. Op het einde van het seizoen zakte Jallow met Metz uit de Ligue 1. In het seizoen 2018/19 had Jallow, met acht wedstrijden, een kleine bijdrage bij het het behalen van de titel in de Ligue 2.
In het seizoen 2019/20 werd Jallow verhuurd aan de Franse tweedeklasser AC Ajaccio. Het seizoen daarop leende Metz hem uit aan hun Belgische zusterclub RFC Seraing.

## Clubstatistieken
| Seizoen | Club          | Competitie      | Competitie | Competitie | Beker | Beker | Internationaal | Internationaal | Totaal | Totaal |
| Seizoen | Club          | Competitie      | Wed.       | Dlp.       | Wed.  | Dlp.  | Wed.           | Dlp.           | Wed.   | Dlp.   |
| ------- | ------------- | --------------- | ---------- | ---------- | ----- | ----- | -------------- | -------------- | ------ | ------ |
| 2017/18 | FC Metz       | Ligue 1         | 2          | 0          | 0     | 0     | —              | —              | 2      | 0      |
| 2018/19 | FC Metz       | Ligue 2         | 8          | 0          | 4     | 1     | —              | —              | 12     | 1      |
| 2019/20 | → AC Ajaccio  | Ligue 2         | 11         | 1          | 0     | 0     | —              | —              | 11     | 1      |
| 2020/21 | → RFC Seraing | Eerste klasse B | 21         | 5          | 0     | 0     | —              | —              | 21     | 5      |
| 2021/22 | → RFC Seraing | Eerste klasse A | 5          | 0          | 0     | 0     | —              | —              | 5      | 0      |
| Totaal  | Totaal        | Totaal          | 42         | 6          | 4     | 1     | 0              | 0              | 46     | 7      |

Bijgewerkt op 23 maart 2021.

## Interlandcarrière
Op 8 september 2018 maakte Jallow zijn nationaal debuut in de kwalificatiewedstrijd voor de Afrikaans kampioenschap 2019 tegen Algerije. Drie minuten voor tijd kwam hij Lamin Jallow vervangen. De wedstrijd eindigde op 1–1. Op 17 november 2018 maakte hij zijn eerste doelpunt toen hij in de toegevoegde tijd de 3–1 op het bord zette die de definitieve eindstand en overwinning betekende tegen Benin.
Jallow maakte het eerste doelpunt ooit tijdens de Afrika Cup 2021 door na 10 minuten te scoren tegen Mauritanië